# Parnassius boëdromius
Parnassius boëdromius là một loài bướm ngày sinh sống ở vùng núi cao được tìm thấy ở châu Á. Nó có một phạm vi giới hạn, chỉ được biết đến dọc theo biên giới của Kirghizia, Kazakstan và Xinjiang.

## Hình ảnh

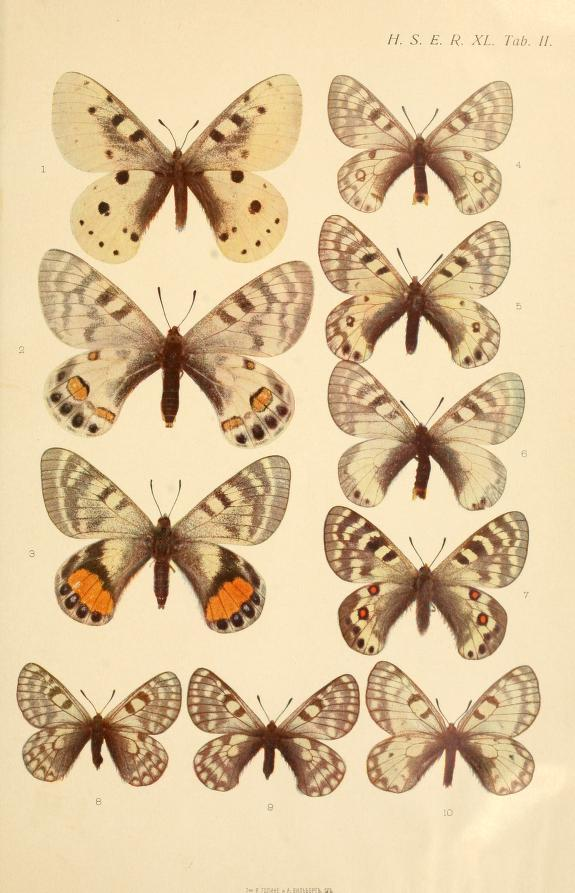
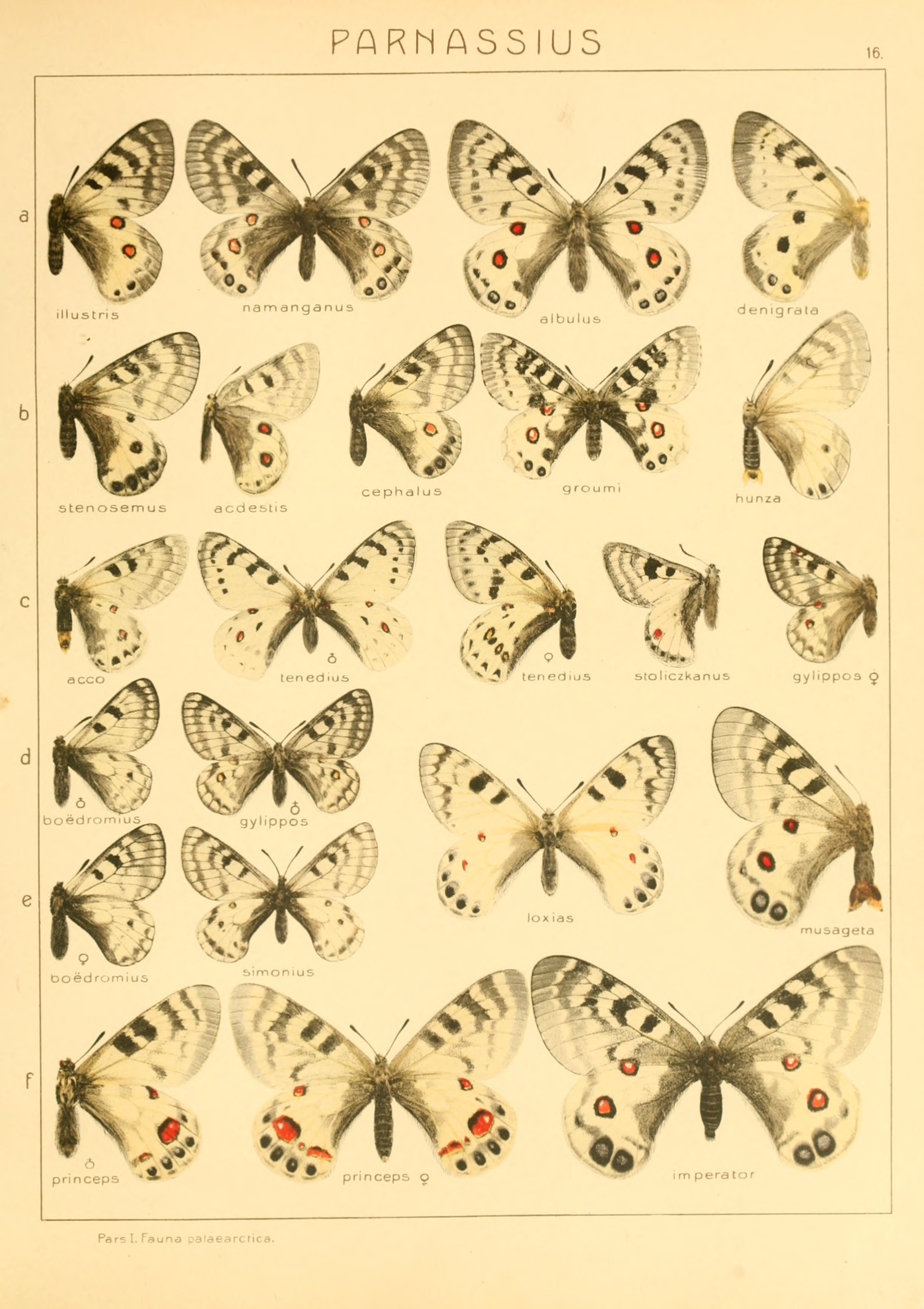